# Konferencja Episkopatu Ukrainy
Konferencja Episkopatu Ukrainy (ukr. Конференція римсько-католицьких єпископів України) – instytucja zrzeszająca biskupów ukraińskiej części Kościoła rzymskokatolickiego, posiadająca osobowość prawną. 
Na podstawie własnego statutu do Konferencji Episkopatu Ukrainy należą następujący hierarchowie obrządku łacińskiego:
- kardynałowie i arcybiskupi metropolici
- biskupi ordynariusze
- biskupi sufragani
- biskupi tytularni
- biskupi koadiutorzy oraz inni z terenu Ukrainy, z polecenia Stolicy Apostolskiej.

## Prezydium
- Przewodniczący Konferencji Episkopatu Ukrainy (od 17 marca 2023) – bp Witalij Skomarowski.
- Wiceprzewodniczący Konferencji Episkopatu Ukrainy (od 17 marca 2023) – bp Witalij Krywicki.
- Sekretarz Konferencji Episkopatu Ukrainy (od 17 marca 2023) – bp Edward Kawa.

## Członkowie Konferencji Episkopatu Ukrainy
Biskupi diecezjalni
- Mieczysław Mokrzycki – abp metropolita lwowski;
- Stanisław Szyrokoradiuk – bp odesko-symferopolski;
- Leon Dubrawski – bp kamieniecki;
- Witalij Krywicki – bp kijowsko-żytomierski;
- Pawło Honczaruk – bp charkowsko-zaporoski;
- Witalij Skomarowski – bp łucki;
- Mykoła Petro Łuczok – bp mukaczewski.

Biskupi pomocniczy
- Edward Kawa – bp pomocniczy lwowski;
- Leon Mały – bp pomocniczy lwowski;
- Jacek Pyl – bp pomocniczy odesko-symferopolski;
- Jan Sobiło – bp pomocniczy charkowsko-zaporoski;
- Radosław Zmitrowicz – bp pomocniczy kamieniecki;
- Ołeksandr Jazłowecki – bp pomocniczy kijowsko-żytomierski.

## Komisje
- Ds. Laikatu
- Ds. Ekumenizmu
- Wychowania Katolickiego
- Ds. Ekologii i turystyki
- Ds. Zakonów i zgromadzeń żeńskich
- „Sprawiedliwość i pokój”
- Ds. Duchowieństwa i powołań kapłańskich
- Duszpasterstwa
- Ds. Zakonów i zgromadzeń męskich
- Ds. Środków masowego przekazu
- Charytatywna „CARITAS-SPES”
- Liturgiczna i sztuki sakralnej
- „Kościół – Państwo”